# Kamniška Bistrica (reka)
Kamniška Bístrica je  reka v osrednji Sloveniji, levi pritok Save. Izvira v kraškem izviru v istoimenski dolini (Kamniška Bistrica) na južnem vznožju Kamniško-Savinjskih Alp izpod strmih pobočij Rigeljca. Sprva teče po ozki dolini, pri Kamniku vstopi v ravnino Ljubljanske kotline, teče po njenem vzhodnem robu oz. Kamniško-Bistriškem polju skozi Domžale in se pod Vidmom kot levi pritok izliva v Savo (v bližini sotočja z njenim desnim pritokom - Ljubljanico)
Večji desni pritoki so Korošica, Bistričica in Pšata, levi pritoki so Kamniška Bela, Črna, Nevljica in Rača.

## Opis reke
Kamniška Bistrica teče po dveh povsem različnih pokrajinah: v zgornjem toku je prava gorska reka in teče po večinoma gozdnati, redko poseljeni gorski dolini Kamniška Bistrica, v srednjem in spodnjem toku pa po lastnih prodnih naplavinah v dnu Ljubljanske kotline skozi gosto naseljeno in urbanizirano območje.
Za začetek reke velja slikovit kraški izvir v obliki manjšega jezerca v bližini Doma v Kamniški Bistrici, vendar reka dobiva vodo še iz več drugih izvirov. Drugi stalni izvir je Mali izvirek nekoliko niže od glavnega izvira pod cesto, drugi izviri so bolj ali manj občasni in večkrat presahnejo (mdr. izvir pod Mokrico ali Studenci, Prosek, Izvir pod hlevom). Ob taljenju snega spomladi in ob močnejših padavinah oživijo tudi povirne grape v zatrepu doline (mdr. Čmaževka, Hudi graben, Kotliški graben). Njihove vode zbira občasni potok Krvavec iz najzgornejšega dela doline (Konec), ki se mu tik pred izlivom v Kamniško Bistrico z leve pridruži občasni Sedelšček izpod Kamniškega sedla in iz Repovega kota. V poletnem času imata oba malo vode, bleščeče bela apnenčasta prodišča in skale v strugah pa opozarjajo na njuno hudourniško naravo.
Od izvira navzdol teče reka s precejšnjim strmcem skozi gozd, slab kilometer niže pa se naenkrat zaje v okoli 100 m široko dno ledeniško preoblikovane doline, v katero je izjedla do 30 m globoka korita Malega in Velikega Predaslja z navpičnimi apnenčastimi stenami nad hitro tekočo reko. Pod koriti se ji z leve pridruži Kamniška Bela, nato teče po gozdnatem dolinskem dnu mimo Kopišč in spodnje postaje gondolske žičnice na Veliko planino do sotočja z desnim pritokom Korošico. Od tu naprej se dolina ponovno zoži, strma gozdnata pobočja se spuščajo naravnost v reko. Ta del doline je reka vrezala v triasne apnence in dolomite ter rdečkast kremenov keratofir. Malo nad Stahovico se reka ponovno zaje v svetlo sive apnence, v katerih je na zahodnem pobočju nad reko velik kamnolom podjetja Calcit iz Kamnika. V Stahovici se ji najprej pridružita pritoka Črna z leve in Bistričica z desne, le malo naprej pa reka zapusti Kamniško-Savinjske Alpe in vstopi v Ljubljansko kotlino. Dolina se postopoma razširi, od Zgornjih Stranj navzdol pa jo na levi strani med Godičem in Mekinjami spremlja široka prodna terasa.
V Kamniku sprejme Kamniška Bistrica levi pritok Nevljico iz Tuhinjske doline, se dotakne strmega pobočja kamniškega Starega gradu in nadaljuje pot mimo mesta proti jugu. Od izstopa iz gorske doline navzdol je v zadnji ledeni dobi nasula obsežen prodni vršaj, ki sega dobrih 10 km daleč vse do izpod Domžal, vanj pa je po koncu ledene dobe uspela vrezati le razmeroma plitvo strugo, ki ob velikih pretokih ne zadošča za odtekanje vse vode. Med Kamnikom in Domžalami jo na obeh straneh spremlja skoraj neprekinjen niz naselij, zraščenih v eno največjih urbaniziranih območij v Sloveniji. Starejši deli vasi (Šmarca, Nožice, Homec, Preserje pri Radomljah, Spodnje Jarše na desnem bregu ter Radomlje, Količevo in Vir na levi strani) so nekoliko odmaknjeni od reke, novejša poselitev pa se je razširila tudi na poplavno ravnico Kamniške Bistrice. V tem ravninskem delu se od nje odcepita dve umetni strugi, imenovani mlinščici, in sicer Radomeljska mlinščica na levem bregu ter Homška mlinščica (Mlinščica (Kamniška Bistrica)) na desnem bregu. Obe so v preteklosti zgradili domačini za dovajanje vode na mline in druge naprave, ki jih niso mogli postaviti ob strugo Kamniške Bistrice zaradi njenega hudourniškega značaja.
Pri Domžalah se v reko steka levi pritok Rača in ob njunem sotočju se Kamniška Bistrica za kratek hip povsem približa vzhodnemu obrobju Ljubljanske kotline, nato pa nadaljuje pot proti jugu v rahlo vijugastem toku. Na obeh straneh jo spremlja široka poplavna ravnica, na kateri sta mdr. domžalska čistilna naprava in velika prašičja farma v Ihanu, naselja pa so zaradi poplav nekoliko vstran od reke na neznatno višjem svetu, večinoma izven dosega rednih poplav. Blizu Beričevega se ji z desne pridruži še zadnji večji pritok Pšata, tik za tem pa vstopi na savsko naplavno ravnico in se malo naprej izlije v Savo.

## Hidronim in etimologija
Kamniška Bistrica je ena od številnih 'bistric' in je ime dobila po mestu Kamnik. Vodno ime Bistrica je slovanskega izvora in izhaja iz občne besede bystrica v pomenu 'hitro tekoča voda', ta pa iz pridevnika bystrъ (hitro tekoč, deroč). V starejših zgodovinskih virih se ime reke pojavlja kot Veustritz (1373), Feustrizt (1398), Frustritz (1428), Fewstrits (14445), Feystritz (1496), Feystriz (1499). V nemških virih se reka imenuje Steiner Feistritz.

## Hidrogeografija
Kamniška Bistrica ima alpski snežno-dežni režim s prvim viškom v pozni pomladi in začetku poletja (junij, maj) in drugim viškom jeseni (november, oktober); prvi je posledica spomladanskega taljenja snega in padavin, jesenskega pa ustvarijo obilnejše padavine in manjše izhlapevanje zaradi nižjih temperatur. Alpski značaj kaže tudi zimski nižek (februar, januar), ki je posledica snežne retinence in je izrazitejši od poletnega. V sušnih letih ima reka občasno zelo malo vode in lahko celo presahne, kar se je npr. zgodilo jeseni 2008, vendar je to zakrivil človek, saj so lastniki malih hidroelektrarn in drugih naprav odvajali preveč vode v mlinščici, tako da je prišlo celo do pogina rib v glavni strugi. Zlasti med dolgotrajnejšimi sušnimi obdobji k majhnemu pretoku v strugi prispeva tudi pronicanje rečne vode v podtalnico Ljubljanske kotline, ki jo črpajo za potrebe oskrbe s pitno vodo.
Še hujše probleme povzroča Kamniška Bistrica z visokimi vodami, saj je izrazito hudourniška reka. V obdobju 1971–2000 je bila razlika med najmanjšim in največjim zabeleženim pretokom v Kamniku kar 324-kratna, poznana je tudi po zelo hitrem naraščanju ob močnih padavinah in silovitem toku, ki občasno povzroča veliko razdejanje. Dobršen del njenega porečja je namreč zelo strm visokogorski svet, v katerem velik del padavin, zlasti ob močnih nalivih, hitro površinsko priteče do vodotokov in ti zelo hitro narastejo. To pomeni, da ima reka zelo velik specifični odtok (37,0 l/s/km2) in tudi visok odtočni količnik, podobnega kot ostale naše gorske reke (81,2 %).
V zgornjem toku, do Kamnika, je ob reki le tu in tam nekaj ravnega sveta, vendar pa reka ob visokih pretokih teče zelo hitro, spodjeda bregove, prenaša velike količine proda in drugega plavja ter pogosto poškoduje ceste ali mostove. Še hujši problem so njeni hudourniški pritoki, ki se lahko ob močnih padavinah spremenijo v drobirske tokove ter z nasipanjem in erodiranjem ogrožajo naselja in ceste, kar se je zelo očitno pokazalo ob ujmi 1. novembra 1990, ko sta največ škode povzročila prav pritoka Bistričica in Konjski potok. Sanacija teh vodotokov po poplavah 1990 je bila večinoma usmerjena v upočasnjevanje prenašanja prodnih naplavin, predvsem z gradnjo zaplavnih pregrad in utrjevanjem brežin na kritičnih mestih, vendar toka tega materiala ni možno zaustaviti, ker je del globalnih procesov preoblikovanja površja.
Pod Kamnikom se je reka po koncu zadnje ledene dobe le nekoliko zarezala v lastne prodne naplavine, tako da je njena struga zaradi močnega nanašanja proda razmeroma plitva in ob visokih pretokih, ko je ta proces najmočnejši, voda hitro prestopi bregove. V preteklosti je bila Kamniška Bistrica tudi v tem delu značilna hudourniška reka in je spodjedala bregove ter prestavljala strugo sem in tja po poplavni ravnici. Že pred prvo svetovno vojno so začeli z njenim urejanjem, tako da je danes skoraj na celotnem odseku močno preoblikovana. Takorekoč zadnji naravni odsek s pramenastim tokom in prodišči je ohranjen pod Homškim hribom, ki pa ga je treba umetno vzdrževati. V 70. letih 20. st. so ob reki zgradili še protipoplavne nasipe, in sicer od Nožic do Radomelj, od Jarš do Domžal in od Bišč do izliva v Savo. To je omogočilo hitro širjenje naselij na poplavno ravnico in v nekaj desetletjih je nastal skoraj povsem sklenjen pozidan pas od Kamnika do Domžal, ki pa kljub vodnogospodarskim ureditvam na reki ni povsem varen pred poplavami. To z načrtovalskega vidika ni bila najustreznejša odločitev, saj so bile dobro poznane hude posledice preteklih poplav ob tej hudourniški reki (mdr. 1933).
Podobno se je izkazalo tudi ob poplavah leta 1981, ko je reka na več mestih poškodovala nasipe in poplavila okoliška zemljišča, pravo katastrofo pa je povzročila ob poplavah 1. novembra 1990, saj je poplavljala vse od Stahovice do izliva v Savo. V Kamniku je voda zalila več industrijskih obratov (mdr. Kemijsko industrijo Kamnik, Svit in Alprem) ter številne ceste in stanovanjske hiše, še bolj pa se je razlila pod izlivom Rače v Domžalah, kjer je spodjedla nasip in poplavila nove stanovanjske hiše v Zaborštu in Prelogu. Dolvodno od Ihana se je razlila po skoraj celotni poplavni ravnici, poplavila dele prašičje farme, valilnico podjetja Jata in čistilno napravo ter več stanovanjskih hiš. Obseg poplavljenih zemljišč ob Kamniški Bistrici je bil ocenjen na 1100 ha, skupaj je bilo v takratni domžalski občini poplavljenih 216 stanovanjskih hiš in v kamniški 34, ogromna škoda je bila tudi na infrastrukturi in kmetijskih zemljiščih.
Da je Kamniška Bistrica s pritoki nevarna, se je v manjšem obsegu spet pokazalo nekaj let kasneje, ko je poplava med 4. in 6. novembrom 1998 ponovno povzročila veliko škode, tokrat največ ob pritokih Nevljici, Rači in Rovščici ter ob spodnjem toku. V občini Dol pri Ljubljani je poplavilo obrata podjetja JUB v Vidmu in Dolu ter še 120 drugih stanovanjskih in gospodarskih objektov, lokalne ceste in kmetijska zemljišča, zelo je bila motena tudi oskrba z vodo.
Samo nekaj let kasneje je bila ob Kamniški Bistrici znova poplava, ki sicer ni dosegla katastrofalnih razsežnosti novembrske poplave 1990, a je vseeno naredila veliko škode. Poplava 18. septembra 2007 je v kamniški občini poškodovala 72 stanovanjskih objektov, veliko večjo škodo so preprečili z izgradnjo začasnih nasipov ob Nevljici in ob Kamniški Bistrici pri Šmarci. Najhuje je bilo v noči z 18. na 19. september, ko je Nevljica dosegla pretok 68 m3/s in Pšata 52 m3/s, kar sta bila stoletna pretoka. Kamniška Bistrica je v Kamniku pozno zvečer 18. septembra dosegla pretok 146 m3/s (pretok s 5- do 10-letno povratno dobo), a se ji je pretok zaradi velikega dotoka vode iz Pšate po razbremenilnem kanalu na Viru povečal na 209 m3/s (pretok s 100-letno poplavno vodo), Rača pa je pri Domžalah prispevala še 75 m3/s vode.
Po poplavah 1990 in 2007 so na večjem delu toka Kamniške Bistrice izvedli številne vodogradbene ukrepe, ki so bili osredotočeni v varovanje pozidanih delov poplavne ravnice pred novimi poplavami, deloma pa v zmanjševanje erozijskega delovanja in prenašanja plavja. Brežine so na najbolj izpostavljenih mestih dodatno utrdili, s prečnimi pregradami in drugimi ukrepi so zavarovali mostove pred spodjedanjem. Vse od Stahovice navzdol je v rečni strugi na desetine kamnitih in betonskih prečnih pregrad, ki služijo temu namenu, poleg njih še več višjih jezov, na katerih odvajajo vodo iz glavne reke v mlinščice. Zaradi goste poselitve tik ob reki in obsežnih dosedanjih regulacij struge Kamniške Bistrice ni mogoče spraviti nazaj v naravno stanje, je pa na nekaterih delih že doslej moč opaziti obnavljanje bujnega obvodnega rastja, ki je ponekod že povsem preraslo kamnito oblogo brežin. Tudi dno rečne struge je zaradi številnih prečnih pragov postalo bolj razgibano, saj se pod njimi pojavljajo tolmuni z globljo vodo, pred njimi pa prodišča, kar lahko opredelimo kot prispevek k renaturaciji struge Kamniške Bistrice. Ob teh prizadevanjih pa bo potrebno še precej izboljšati kvaliteto vode v Kamniški Bistrici vse od Kamnika navzdol in poskrbeti za več vode v rečni strugi ob nizkih pretokih, ko se prevelik delež rečne vode odvaja v mlinščice.

## Kakovost vode (kamniške Bistrice)
V zgornjem toku je Kamniška Bistrica bistra in čista gorska reka, v srednjem in zlasti v spodnjem toku pa se je stanje od nekoč katastrofalne onesnaženosti, ko je bila to skoraj povsem mrtva reka, sicer precej popravilo, vendar reka še vedno ni v najboljšem stanju. Še pred dobrimi tridesetimi leti je bil spodnji tok v 4., najslabšem kakovostnem razredu, po izgradnji kanalizacijskega omrežja (1972–1975) in centralne čistilne naprave Domžale–Kamnik (1981) pa so se razmere začele izboljševati. Čistilna naprava je četrta po velikosti v Sloveniji in razmeroma uspešno deluje, vendar je potrebna nadgradnje v skladu s hitrim razvojem tehnologije čiščenja odpadnih voda. Od leta 2013 potekajo dela na nadgradnji čistilne naprave, ki bodo predvidoma zaključena leta 2017. Večjo lastno čistilno napravo ima tovarna Količevo Karton na Količevem, v Dolu pri Ljubljani deluje skupna čistilna naprava za odpadne vode iz tovarne JUB in komunalne odpadne vode, na prašičji farmi v Ihanu deluje lastna čistilna naprava od leta 1996.
Po uradnih podatkih ARSO je Kamniška Bistrica v celotnem toku v dobrem kemijskem stanju in dobrem do zelo dobrem ekološkem stanju z vidika posebnih onesnaževal, kar pomeni, da v vodi ni težkih kovin, mineralnih olj in ostankov pesticidov, ne pomeni pa, da je voda popolnoma neobremenjena z odpadnimi snovmi. Čeprav ima velik del naselij v porečju Kamniške Bistrice urejeno kanalizacijo, ki je priključena na centralno čistilno napravo Domžale–Kamnik, je voda dolvodno od Domžal občasno močno onesnažena, še zlasti ko je zaradi odtekanja vode v mlinščice in pronicanja v vodonosnik v strugi zelo malo vode. To je najbolj očitno v poletnih mesecih, ko je tudi zaradi višje temperature vode močno zmanjšana samočistilna sposobnost reke.
Manj očitna, a zelo prisotna je onesnaženost vode ob poplavah, ko se vanjo stekajo onesnažene vode z urbaniziranih površin ter različne strupene snovi in kurilno olje iz poplavljenih objektov.

## Ljudje in reka
Za izrazito preoblikovanost Kamniške Bistrice sta ključna dva razloga: že v preteklosti velika potreba po vodni energiji za pogon mlinov, žag in drugih naprav, ki jih zaradi hudourniškega značaja reke in njenega bočnega prestavljanja niso mogli postaviti tik ob njej, ter v zadnjih desetletjih širjenje naselij v poplavno ravnico in s tem povezane zahteve po njihovem varovanju pred poplavami. V zgornjem toku do Stahovice je reka ostala v skoraj povsem naravnem stanju, iz nje so v preteklosti jemali le večje apnenčaste prodnike, iz katerih so zlasti v Stahovici in okolici pridobivali apno v številnih apnenicah.
V srednjem in spodnjem toku so bile za gospodarski razvoj ključnega pomena mlinščice, kar je v svoji knjigi Ob bregovih Bistrice podrobno opisal Stane Stražar Nastale so verjetno že v srednjem veku, ob njih pa so se namestile številne žage, mlini, kovačnice, male elektrarne in drugi obrati, ki so za obratovanje potrebovali vodno silo. V drugi polovici 19. stoletja je iz nekaterih nastala pomembna industrija, ki deluje še danes, mdr. tovarna kartona v Količevem, tekstilna industrija Induplati v Zgornjih Jaršah, tovarna barv JUB v Dolu pri Ljubljani itd. Tako gosta mreža mlinščic je edinstvena v Sloveniji (skupaj ok. 60 km) in predstavlja skupaj z delujočimi in opuščenimi obrati zelo pomembno tehnično dediščino.
Vseh mlinščic je enajst, večina je razmeroma kratkih, tri so dolge več kilometrov: na levem bregu sta to Radomeljska mlinščica, ki se od Kamniške Bistrice odcepi pri Volčjem Potoku in teče skozi Radomlje, Količevo, Vir ter se pri Podrečju izliva v Račo, ter Ihanska mlinščica, ki se začne na jezu pri Ihanu, teče skozi Videm in Dol pri Ljubljani in se pod Dolskim izlije v Savo. Na desnem bregu spremlja glavno reko Homška mlinščica (Mlinščica (Kamniška Bistrica)) od jezu nad Homcem, od koder teče skozi Preserje, Zgornje, Srednje in Spodnje Jarše ter Domžale in se pri Mali Loki vrne nazaj v Kamniško Bistrico.
Ker teče Kamniška Bistrica po zelo gosto poseljeni ravnini, ima tudi zelo velik potencial za vsakodnevno rekreacijo prebivalcev, ki živijo tik ob njej. Odkar je v zadnjih letih spet čistejša, postaja vse bolj privlačna, zato je zelo dobrodošlo omrežje kolesarskih in pešpoti ter drugih možnosti rekreacije (otroška igrišča, prostori za piknike), ki pa še ni v celoti dograjeno. Poleg pomena teh prizadevanj za spodbujanje vsakodnevne rekreacije domačega prebivalstva je zelo pomembno, da se nekoč zanemarjena in onesnažena reka ponovno vtisne na spoznavni zemljevid prebivalcev in sčasoma pridobi ustreznejše mesto tudi v načrtovalskih aktih in nato še v pokrajini.
Za razliko od srednjega in spodnjega toka teče Kamniška Bistrica v zgornjem toku skozi lepo ohranjeno gorsko dolino Kamniška Bistrica, ki je eno najpomembnejših izhodišč za planinarjenje v Kamniško-Savinjskih Alpah in pomembno rekreacijsko območje za celoten vzhodni del Ljubljanske kotline. Po njenem desnem bregu vodi od Stahovice do Doma v Kamniški Bistrici Koželjeva pot, ki je na odseku od Stahovice do spodnje postaje žičnice na Veliko planino trenutno zaprta zaradi polomljenega drevja in skalnih podorov.

## Varstvo narave
Zgornji tok reke do Stahovice je v povsem naravnem stanju in poteka skozi območje Natura 2000 Grintovci, oziroma je del ekološko pomembnega območja Kamniško-Savinjske Alpe, ta del reke je skupaj s pritoki zavarovan tudi kot naravna vrednota državnega pomena. Enak status naravne vrednote državnega pomena ima Predaselj, kjer se je reka po koncu zadnje ledene dobe vrezala okoli 30 m globoko v apnenčasto podlago in ustvarila ozka, okoli 300 m dolga korita z deročim vodnim tokom in manjšim naravnim mostom.
Srednji in spodnji tok Kamniške Bistrice sicer spada med močno preoblikovane vodotoke in večinoma poteka po gosto poseljenem in urbaniziranem območju, pa vendar je z vidika narave izjemno pomemben koridor, z vidika človeka pa območje bližnje rekreacije. Kljub intenzivnemu poseganju se na teh odsekih opažajo prizadevanja po manj grobem urejanju vodotoka, tako da je na brežinah in v strugi le ostalo nekaj prostora tudi za naravo. Brežine so sicer umetno utrjene, vendar, razen na nekaterih odsekih, npr. skozi Kamnik, dolvodno od Radomelj ali skozi Domžale, večinoma obrasle z grmovnim in drevesnim rastjem, prečne pregrade v rečni strugi pa so nizke in ne predstavljajo hujše ovire za selitve rib in drugih vodnih organizmov.
Kamniška Bistrica spada med salmonidne vode, kakor imenujemo vodotoke s hitrim tokom in veliko vsebnostjo kisika, kar posebno prija potočni postrvi (Salmo trutta) in lipanu  (Thymallus thymallus), ki sta avtohtoni vrsti. Avtohtone vrste so tudi klen (Leuciscus cephalus cephalus), ščuka (Esox lucius) in kapelj (Cottus gobio), alohtoni vrsti pa sta šarenka (Oncorhynchus mykiss) in v zgornjem toku potočna zlatovščica (Salvelinus fontinalis). Odkar se je onesnaženost reke občutno zmanjšala, ogrožata ribe v srednjem in spodnjem toku predvsem dva dejavnika: izgubljanje življenjskega prostora (tolmuni, skrivališča v bregu, drstišča) ter pomanjkanje vode v glavni strugi zaradi prevelikega odvzemanja vode za potrebe vodnih objektov ob mlinščicah.
Po Kamniški Bistrici se imenuje Ribiška družina Bistrica Domžale.